# Jorginho (nogometaš, rođen 1991.)
Jorge Luiz Frello Filho, poznatiji kao Jorginho  (Imbituba, 20. prosinca 1991.), talijanski je nogometaš koji igra na poziciji defenzivnog veznog. Trenutačno igra za Flamengo.

## Klupska karijera

### Hellas Verona
Jorginho je počeo igrati nogomet u Hellas Veroni. U lipnju 2010. posuđen je niželigašu Sambonifaceseu za kojeg je igrao cijelu sezonu. U 31 nastupu postigao je 1 gol i 10 asistencija.
Za Hellas Veronu debitirao je 4. rujna 2011. u utakmici Serie A protiv Sassuola ušavši kao zamjena u 76. minuti (1:0).

### Napoli
Dana 18. siječnja 2014. pridružio se Napolija na četiri i pol godina kao dio suvlasništva s Hellas Veronom. Mjesec dana kasnije, točnije 12. veljače, postigao je svoj prvi gol za Napoli i to protiv Rome koja je izgubila 3:0 u polufinalu kupa. Imao je problema u Napoliju s ulaskom u prvi sastav, no to se promijenilo s dolaskom novog trenera Maurizija Sarrija.

### Chelsea

#### Sezona 2018./19.
U srpnju 2018. potpisao je petogodišnji ugovor s engleskim klubom Chelseajem, istog dana kada je i Maurizio Sarri potpisao ugovor s istim klubom. Za Chelsea je debitirao 5. kolovoza 2018. u utakmici Communityja Shielda protiv Manchester Cityja u kojoj je Chelsea izgubio 0:2. Šest dana kasnije postigao je svoj prvi gol za Chelsea i to u utakmici Premier lige protiv Huddersfield Towna koji je poražen 3:0. Nastupao je u finalu UEFA Europske lige 2018./19. protiv Arsenala koji je poražen 4:1.

#### Sezona 2019./20.
Jorginho je 14. rujna 2019. u utakmici UEFA Superkupa 2019. postigao u produžetcima gol za konačnih 2:2. Liverpool je dobio Chelsea 5:4 na penale. Dana 5. studenoga Jorginho je dvaput zabio Ajaxu iz penala u utakmici grupne faze UEFA Lige prvaka 2019./20. koja je završila 4:4.

#### Sezona 2020./21.
Dana 3. listopada 2020. postigao je dva gola iz penala u utakmici Premier lige protiv Crystal Palacea kojeg je Chelsea pobijedio 4:0. Jorginho je s Chelseajem osvojio UEFA Ligu prvaka 2020./21. pobijedivši Manchester City 1:0 u finalu.

#### Sezona 2021./22.
Jorginho je 12. kolovoza 2021. ušao kao zamjena na utakmici UEFA Superkupa 2021. protiv Villarreala. Chelsea je dobio Villarreal 6:5 na penale, a rezultat prije izvođenja utakmice bio je 1:1. Jorginho je uspješno izveo Chelseajev peti penal. Jorginho, koji je to ljeto s Italijom osvojio odgođeno Europsko prvenstvo 2020., osvojio je 26. listopada UEFA-inu nagradu za najboljeg muškog nogometaša godine. U konkurenciji su mu bili klupski suigrač N'Golo Kanté, dobitnik nagrade za najboljeg veznog igrača UEFA Lige prvaka 2020./21., i Kevin De Bruyne. Dana 8. listopada Jorginho je uz još četiri klupska suigrača imenovan jednim od 30 nominiranih igrača za Ballon d'Or 2021. Završio je na trećem mjestu, iza Lionela Messija i Roberta Lewandowskog. Jorginho je s Chelseajem osvojio FIFA Svjetsko klupsko prvenstvo 2021.

### Arsenal
Jorginho je 31. siječnja 2023. potpisao ugovor s Arsenalom na godinu i pol s mogućnošću produljenja na još jednu. Arsenal je platio Chelseaju 12 milijuna eura za Jorginha. Za Arsenal je debitirao 4. veljače kada je njegov novi klub izgubio od Evertona s minimalnih 0:1. Svoj klupski prvijenac postigao je 29. studenog 2023. kada je iz penala zabio za konačnih 6:0 protiv Lensa u UEFA Ligi prvaka.

### Flamengo
Potpisao je ugovor s brazilskim Flamengom 6. lipnja 2025.

## Reprezentativna karijera
Za talijansku nogometnu reprezentaciju debitirao je 24. ožujka 2016. u prijateljskoj utakmici protiv Španjolske koja je završila 1:1. Svoj prvi gol za reprezentaciju zabio je  iz penala 7. rujna 2018. Poljskoj s kojom je Italija također odigrala utakmicu 1:1. U lipnju 2021. talijanski izbornik Roberto Mancini objavio je popis igrača talijanske reprezentacije za odgođeno Europsko prvenstvo 2020., među kojima je bio i Jorginho. Dana 6. srpnja igrana je polufinalna utakmica između Italije i Španjolske, a rezultat na kraju produžetaka bio je 1:1. Italija je dobila Španjolsku 4:2 na penalima, a Jorginho je uspješno izveo posljednji penal.  Italija je u finalu održanom pet dana kasnije igrala protiv Engleske te je rezultat na kraju produžetaka ponovno bio 1:1. Engleski golman Jordan Pickford obranio je Jorginhov penal, no Bukayo Saka je promašio idući penal te je time Italija osvojila Europsko prvenstvo 2020. dobivši Englesku 4:2 na penale. Jorginho je kasnije uvršten u momčad natjecanja.

## Priznanja

### Individualna
- Član momčadi sezone UEFA Europske lige: 2018./19.[35]
- Član momčadi sezone UEFA Lige prvaka: 2020./21.[36]
- Član momčadi natjecanja Europskog prvenstva: 2020.[34]
- UEFA-in muški nogometaš godine: 2020./21.[18]
- FIFA FIFPro World11: 2021.[37]

### Klupska
Napoli
- Coppa Italia: 2013./14.[38]
- Supercoppa Italiana: 2014.[38]

Chelsea
- UEFA Liga prvaka: 2020./21.[39]
- UEFA Europska liga: 2018./19.[12]
- UEFA Superkup: 2021.[40]
- FIFA Svjetsko klupsko prvenstvo: 2021.[41]
- FA kup (finalist): 2019./20.,[42] 2020./21.,[43] 2021./22.[44]
- Engleski Liga kup (finalist): 2018./19.,[45] 2021./22.[46]

Arsneal
- FA Community Shield: 2023.[47]

### Reprezentativna
- Europsko prvenstvo: 2020.[48]
- UEFA Liga nacija (3. mjesto): 2020./21.,[49] 2022./23.[50]

## Vanjske poveznice
- Profil, Arsenal
- Profil, FIGC-u
- Profil, Transfermarkt
- Profil, TuttoCalciatori.net